# Берберський хрестовий похід (1390)
Берберський хрестовий похід — спільна франко-генуезька військова кампанія 1390 року проти північноафриканських берберських піратів, головною базою яких було місто Махдія на території хафсідської Іфрикії. Основним літературним джерелом щодо цієї події є Хроніки Фруассара.

## Передумови
Наприкінці 1389 року посли Генуезької республіки запропонували французькому королю Карлу VI участь у хрестовому поході проти берберських піратів з Північної Африки. Останні активно грабували кораблі в Середземному морі і прибережні європейські міста, активно займаючись работоргівлею і мали за свою головну базу місто Махдія на території Іфрикії. Генуезька республіка сама мріяла отримати торгові бази в Північній Африці, а французькі лицарі під час перерви в Столітній війні шукали собі інші можливості здобути бойову славу і честь.
Генуя була готова надати кораблі, провізію, 11 тис. арбалетників і 8 тис. піхотинців, за умови, якщо Франція забезпечить участь важкоозброєних лицарів. Дож Генуї Антоніотто Адорно запропонував надати цьому нападу статус хрестового походу, що, у випадку його схвалення Папою Римським, надавало б його учасникам відповідний престиж, мораторій на сплату боргів, судовий імунітет і папську індульгенцію. Французький контингент з 1,5 тис. лицарів, до яких також приєдналися деякі англійці, очолив дядько короля Людовик II де Бурбон.
Папа римський Боніфацій IX і антипапа Климент VII благословили похід.

## Облога Махдії

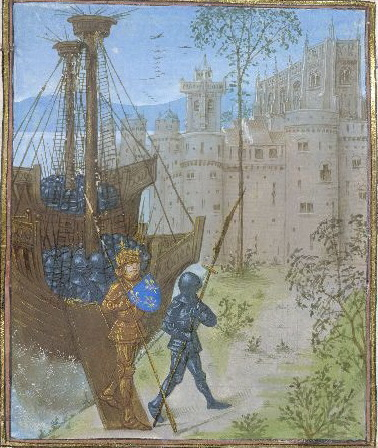
Французькі хрестоносці сходять на берег в Африці на чолі з Людовиком II Бурбоном в золотих латах. Французька мініатюра XV ст.

Генуезький флот з 60 кораблів c 5-тисячним військом і 1 тис. моряків відплив з Генуї в червні 1390 року, прибувши до Махдії в кінці липня цього ж року.
Хафсідський султан Абу'л Аббас Ахмад II, підтриманий алжирськими заянідами з Тлемсену і Беджаї зібрав для оборони Махдії 40-тисячну армію, але обрав тактику уникнення генеральної битви, постійно турбуючи хрестоносців дрібними нападами. Останні були змушені укріпити свій табір і оточити його стіною. Бербери відправили послів до французів з запитанням про причини їх нападу, оскільки їхній конфлікт з Генуєю був звичайною справою. У відповідь їх назвали невірними і звинуватили в розп'ятті й убивстві Ісуса Христа, на що посли зі сміхом заявили про непричетність до цього свого народу, нагадавши, що Христа розіп'яли євреї. Тож переговори закінчилися нічим.
У наступній сутичці з берберським військом хрестоносці мусили відступити через виснаженість і втому. Продовження облоги ускладнювали спека, низький моральний дух хрестоносців та внутрішні суперечки в їхньому таборі. Також починали даватись взнаки проблеми з постачанням. Зі своєї сторони бербери розуміли, що не зможуть у відкритому бою розбити військо важкоозброєних лицарів. Коли захисникам вдалося відбити черговий штурм, у середині вересня 1390 року обидві сторони погодилися почати мирні переговори.

## Мирний договір

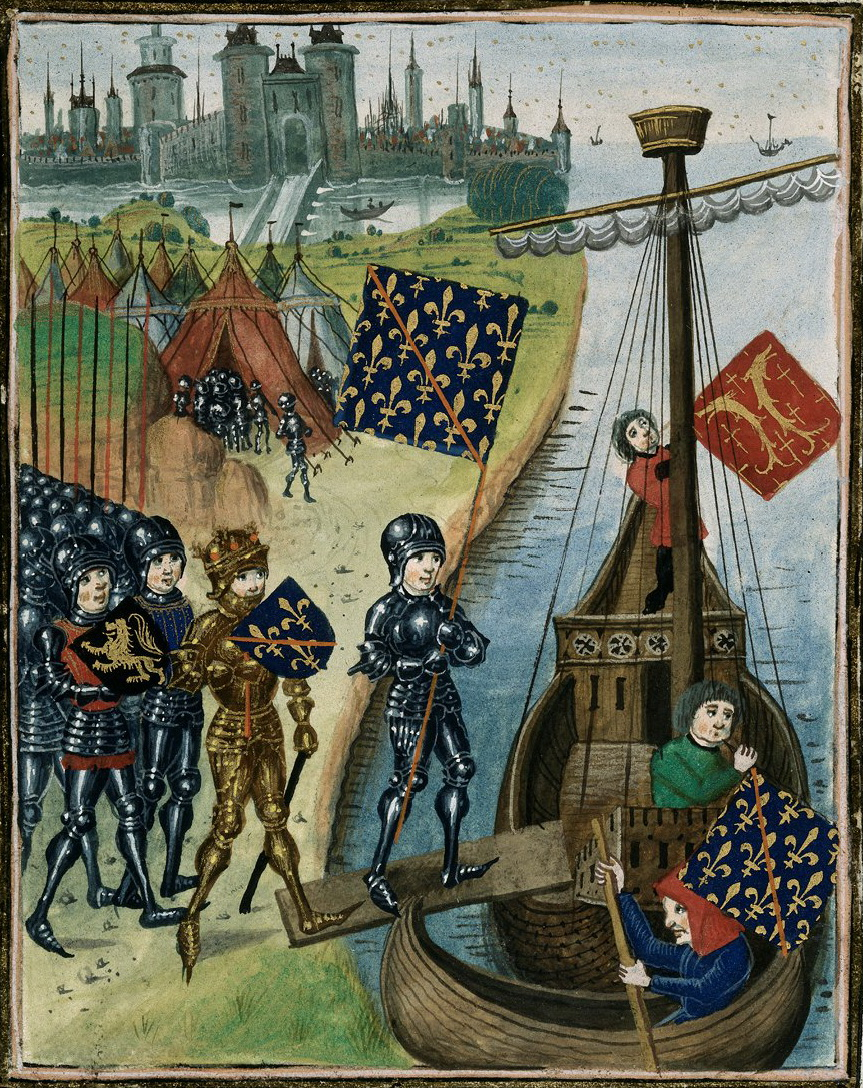
Хрестоносці залишають Махдію. Середньовічна мініатюра

За результатами переговорів, які зі сторони європейців проводили генуезці, було вирішено укласти перемир'я на десять років, Махдія п'ятнадцять років мала сплачувати податки Генуї, а не хафсідським халіфам, а Людовик II отримував грошову компенсацію за понесені на експедицію витрати.
До кінця жовтня хрестоносці повернулися до Генуї. Загальні втрати європейців становили 274 лицарі і біля 20 % серед нелицарського складу війська.

## Наслідки
Обидві сторони святкували перемогу. Бербери змогли відбити напад хрестоносців і втримати Махдію, а генуезці розраховували на ведення в майбутньому торгівлі з меншими втратами. Французькі лицарі не отримали жодних здобутків, але сама участь у хрестовому поході, на їхню думку, була достатньою винагородою. Вони також не зробили жодних висновків з невдалого походу. Незнання місцевості, брак облогового обладнання, недооцінка супротивника і внутрішні чвари знову позначилися через шість років в катастрофічній для християн битві при Нікополі.

## Цікаві факти
У складі французьких лицарів у Берберському хрестовому поході брав участь норманський барон Жан де Бетанкур, майбутній завойовник Канарських островів. Імовірно, саме під час облоги Махдії він міг почути від генуезців про відкриття їх співвітчизником Ланцеротто Малочелло в Атлантичному океані островів, населених дикунами та про наявність на островах орчілу, лишайника Roccella tinctoria, з якого добували рідкісний і дорогий барвник червоного кольору. Під Махдією Бетанкур також знову зустрівся з Гадіфером де ла Салем, якого він знав раніше під час служби у герцога Орлеанського і який в подальшому супроводжував Бетанкура в експедиції по завоюванню Канарських островів.